# Ovidiu Varga
Ovidiu Varga (n. 1913 – d. 1993) a fost un compozitor, muzicolog și profesor universitar român.
Cărți publicate:
Tracul Orfeu și destinul muzicii, Editura Muzicală, București, 1980
Enescu și alți șase mari ai secolului XX, Editura Muzicală, București, 1981
Cei trei vienezi și nostalgia lui Orfeu, Editura Muzicală, București, 1983
Bach, un Orfeu pământean, Editura Muzicală, București, 1985
Wolfgang Amadeus Mozart, Editura Muzicală, București, 1988
În căutarea lui Mozart: 1791-1991, Editura Muzicală, București, 1991